# Stará Červená Voda
Stará Červená Voda (německy Alt Rothwasser, Alt-Rothwasser, Altrothwasser, polsky Stara Czerwona Woda) je obec, která se nachází v okrese Jeseník v Olomouckém kraji. Žije zde 601 obyvatel.

## Poloha
Obec Stará Červená Voda sousedí na severozápadě s městem Vidnava a obcí Velká Kraš, na západě s obcemi Černá Voda a Vápenná, na jihu s obcí Česká Ves, na východě s obcemi Supíkovice a Velké Kunětice a na severovýchodě s Polskem (gmina Otmuchów). Od okresního města Jeseník je vzdálena 11 km a od krajského města Olomouc 82 km.
Geomorfologicky patří Stará Červená Voda k provincii Česká vysočina, subprovincii krkonošsko-jesenické (sudetské), na rozhraní oblasti jesenické (východosudetské) (geomorfologický celek Rychlebské hory, podcelek Sokolský hřbet) a oblasti Krkonošsko-jesenické (Sudetské) podhůří (geomorfologické celky Vidnavská nížina a Žulovská pahorkatina). Nejvyšších poloh dosahuje území obce na jižní hranici (Sokolí vrch 967 m n. m., Klen 777 m n. m., Lázeňský vrch 807 m n. m.). V severní části obce je nejvyšší Kostelní vrch (365 m n. m.) nad farním kostelem.
Území Staré Červené Vody patří do povodí Odry, resp. Kladské Nisy. Hlavním tokem je Červený potok, který dal vsi jméno: pramení pod Sokolím vrchem a teče severním směrem, přijímá několik menších potoků (Kopřivový, Uhlířský, Křemenáč) a na severu katastru se zprava vlévá do Černého potoka. Do toho se na území Staré Červené Vody vlévá – zleva – rovněž Plavný potok. Východem katastru směrem do Polska protéká rovněž potok Luže. Ve 'Farském lese' v Dolní Červené Vodě je zatopený kaolínový důl.
Území obce pokrývá z 38 % zemědělská půda (28,5 % orná půda, 8,5 % louky a pastviny) a z 58 % les.

## Historie
První písemná zmínka o obci pochází z listiny hlásící se k roku 1291, avšak popisující stav v letech 1266-1268. Tehdy se označuje jako „Rutta aqua“, tj. Rudá či Červená Voda (přívlastek Stará získala až ve 2. polovině 16. století po založení Nové Červené Vody. Německá podoba Rotin Wasser se připomíná poprvé roku 1373. Název Červené Vody - podobně jako u blízké Černé Vody a Bílé Vody - odkazuje na barvu toku nebo spíše na barvu jeho dna. Ves sleduje ostatně tok Červeného potoka. Jednalo se tehdy o poměrně velkou vesnici (60 lánů), avšak buď se původní kolonizační záměr zcela nezdařil, nebo Červenou Vodu později postihla nějaká pohroma, neboť na počátku 15. století je označována jako zpola pustá.
Již roku 1305 je zmiňováno zdejší zákupní fojtství. Z jeho majetku, soustředěného kolem tzv. Dolního dvora, se postupně vyvinul samostatný statek Dolní Červená Voda.
Většina vsi však zůstala v majetku vratislavských biskupů a byla spravována nejdříve z Kaltenštejna, po jeho zničení z Otmuchova a později z Vidnavy. S Vidnavou pak byla Červená Voda koncem 15. století zastavována. Nakonec tvořila součást panství Jánský Vrch.
Zdejší kostel zasvěcený původně Nanebevzetí P. Marie pochází (podle analýzy stavby) z 13. století a výslovně se připomíná roku 1305. Oproti tomu fara se poprvé zmiňuje až roku 1579, ačkoli pravděpodobně existovala i ve středověku. V té době držel její patronát vratislavský biskup, avšak s poznámkou, že původním patronem byl opat cisterciáckého kláštera v dolnoslezském Jindřichově (dnes Henryków). Na počátku 17. století zde existovaly poutě k obrazu Panny Marie na oltáři, ale ten byl za třicetileté války ukraden a chrám znesvěcen. V 17. století bylo zasvěcení změněno na kostel Božího těla.
Ves utrpěla průchody vojsk za třicetileté války a opět tábořením vojsk za slezských válek roku 1759. Po rozdělení Slezska roku 1742 se ocitla na rakousko-pruské hranici.
Stará Červená Voda byla především zemědělskou obcí. Specialitou bylo zdejší ovocnářství a včelařství. Zemědělské produkty se zpracovávaly (v pivovarech a palírnách) ve fojtských dvorech v Dolní a Nové Červené Vodě. Velkou část rozlehlého katastru zabíraly lesy, zejména v Nové Červené Vodě. Těžba nerostů, rozšířená na Jesenicku od počátku 19. století, se rovněž týkala především okrajových částí obce: kaolín se těžil v Dolné Červené Vodě, kamenolomy se nacházely v Nové Červené Vodě. Od roku 1876 zde bylo vyráběno zemědělské nářadí.
Po zániku patrimoniální správy roku 1850 bylo zavedeno obecní zřízení. Stará, Nová a Dolní Červená Voda vytvořily společně obec s názvem Červená Voda, ale od konce 19. století se začal používat název její největší části, Staré Červené Vody, což trvá dodnes.
Po roce 1945 a odsunu původních německých obyvatel se v obci vedle zemědělství udržel jen kamenický průmysl (zpočátku zde působila Zlínská akciová společnost firmy Baťa). I ten byl však postupně redukován a nakonec zde zbyl jen lom na žulu, otevřený v Nové Červené Vodě roku 1970. Zemědělské pozemky byly postupně soustředěny do místního jednotného zemědělského družstva, které však bylo roku 1962 pohlceno Státním statkem Žulová. Lesní pozemky, patřící dříve vesměs vratislavskému arcibiskupství, převzal Lesní závod Javorník.
V současnosti je Stará Červená Voda členem Mikroregionu Žulovsko, svazku obcí vzniklého v roce 2003. Obec je také od roku 1993 členem Sdružení měst a obcí Jesenicka (SMOJ), které tvoří obce okresu Jeseník, a od roku 1997 Euroregionu Praděd.

### Správní vývoj
Správní příslušnost Staré Červené Vody od roku 1848
- 1848 vévodství slezské, kraj opavský, Nisské knížectví, (Stará Červená Voda, část Nové Červené Vody) panství Jánský Vrch, (část Nové Červené Vody, Dolní Červená Voda) statek Dolní Červená Voda
- od 1. ledna 1850 do roku 1855 vévodství slezské, politický okres Frývaldov, soudní okres Vidnava
- od roku 1855 do roku 1868 vévodství slezské, smíšený okres Vidnava
- od roku 1868 do 30. listopadu 1928 vévodství slezské / země slezská, politický okres Frývaldov, soudní okres Vidnava
- od 1. prosince 1928 do 31. ledna 1949 země moravskoslezská, politický okres Frývaldov (od 1947 Jeseník), soudní okres Vidnava
  - kromě: od 1. října 1938 do května 1945 "sudetoněmecká území", od 15. dubna 1939 jako říšská župa Sudety / Reichsgau Sudetenland; (od 1. května 1939) vládní obvod Opava / Regierungsbezirk Troppau; (od 20. listopadu 1938) Landkreis Freiwaldau, Amtsgericht Weidenau
  - od 31. května 1945 Slezská expozitura země Moravskoslezské
- od 1. ledna 1949 do 30. června 1960 Olomoucký kraj, okres Jeseník
- od 1. července 1960 do 31. prosince 1995 Severomoravský kraj, okres Šumperk
- od 1. ledna 1996 do 31. prosince 1999 Severomoravský kraj, okres Jeseník
- od 1. ledna 2000 Olomoucký kraj, okres Jeseník

### Vývoj počtu obyvatel
Počet obyvatel Staré Červené Vody podle sčítání nebo jiných úředních záznamů:
Celá obec Stará Červená Voda
| Rok            | 1836 | 1869 | 1880 | 1890 | 1900 | 1910 | 1921 | 1930 | 1939 | 1947 | 1950 | 1961 | 1970 | 1980 | 1991 | 2001 |
| -------------- | ---- | ---- | ---- | ---- | ---- | ---- | ---- | ---- | ---- | ---- | ---- | ---- | ---- | ---- | ---- | ---- |
| Počet obyvatel | 2281 | 2235 | 2336 | 2328 | 2108 | 2135 | 1992 | 2101 | 2061 | 930  | 958  | 922  | 794  | 723  | 681  | 654  |

1. ↑  z toho: 30 Čechoslováků, 2038 Němců; 2087 řím. kat., 11 evang., 1 bez vyzn.
2. ↑  z toho: 529 Čechů, Moravanů a Slezanů, 72 Slováků, 14 Němců, 1 Polák; 147 řím. kat., 4 čsl. hus., 2 evang., 10 pravosl., 370 bez vyzn.

V obci Stará Červená Voda je evidováno 251 adres : 248 čísel popisných (trvalé objekty) a 3 čísla evidenční (dočasné či rekreační objekty). Při sčítání lidu roku 2001 zde bylo napočteno 229 domů, z toho 186 trvale obydlených.
Část obce Stará Červená Voda
| Rok            | 1836 | 1869 | 1880 | 1890 | 1900 | 1910 | 1921 | 1930 | 1950 | 1961 | 1970 | 1980 | 1991 | 2001 |
| -------------- | ---- | ---- | ---- | ---- | ---- | ---- | ---- | ---- | ---- | ---- | ---- | ---- | ---- | ---- |
| Počet obyvatel | 1431 | 1423 | 1443 | 1411 | 1240 | 1229 | 1194 | 1310 | 513  | 500  | 467  | 405  | 414  | 411  |

1. ↑  z toho: Stará Červená Voda 1180, Dolní Červená Voda 185, Johanka 66
2. ↑  z toho: Stará Červená Voda 1074, Dolní Červená Voda 116 (124?), Johanka 42
3. ↑  z toho: 30 Čechoslováků, 1256 Němců; 1298 řím. kat., 10 evang., 1 bez vyzn.
4. ↑  z toho: Stará Červená Voda 1157, Dolní Červená Voda 101, Johanka 52
5. ↑  z toho: Stará Červená Voda 389, Dolní Červená Voda 22, Johanka 0

V samotné Staré Červené Vodě (včetně Dolní Červené Vody) je evidováno 148 adres : 147 čísel popisných (trvalé objekty) a 1 číslo evidenční (dočasné či rekreační objekty). Při sčítání lidu roku 2001 zde bylo napočteno 134 domů, z toho 115 trvale obydlených.

### Církevní správa
Z hlediska římskokatolické církevní správy spadá Stará Červená Voda do dvou farností:
- Stará Červená Voda a Nová Červená Voda do farnosti Stará Červená Voda,
- Dolní Červená Voda do farnosti Vidnava.

Obě farnosti patří do děkanátu Jeseník diecéze ostravsko-opavské. Farnost Stará Červená Voda je administrována excurrendo ze Supíkovic.
Evangeličtí věřící patří k farnímu sboru Javorník u Jeseníku. Věřící Československé církve husitské patří k náboženské obci v Jeseníku, kde se nachází rovněž farnost pro pravoslavné věřící.

## Části obce
- Stará Červená Voda (k. ú. Stará Červená Voda a Dolní Červená Voda)
- Nová Červená Voda (k. ú. Nová Červená Voda)

## Doprava
Obcí procházejí:
- silnice II. třídy číslo 456 z Velkých Kunětic na Černou Vodu a Žulovou,
- silnice II. třídy číslo 457 z Osoblahy, Zlatých Hor a Velkých Kunětic podél státní hranice směrem na Vidnavu, Javorník a dále na státní hranici, odkud pokračuje do polského města Lądek Zdrój,
- některé silnice III. třídy, zejména hlavní silnice procházející severojižním směrem od Stachlovic skrze celou Starou Červenou Vodu a dále přes Sokolí hřbet do Supíkovic.

## Pamětihodnosti
- Římskokatolický farní kostel Božího těla. Jádro z 13. století se (zalíčenou) freskovou výzdobou z doby kolem roku 1510, loď a věž barokní z roku 1753), barokní a klasicistní mobiliář, nástropní malby patrně od Aloise Baucha z přelomu 19. a 20. století (kulturní památka)[14]
- Žulový sloup Nejsvětější Trojice, barokního svarosloví, zhotovený kolem roku 1850 Bernardem Kutzerem[15]
- Barokní náhrobní sloup s křížem z roku 1684 od Tobiáše Grose[16]
- Křtitelnice u kostela datovaná k roku 1610 (mísa; noha pozdější z 19. století)[17]
- Hřbitov s kaplí na svahu Kostelního vrchu
- Figurální pomník padlým v I. světové válce od sochaře Josefa Obetha z roku 1929
- Stará a Nová kaolinová jáma (povrchové doly na kaolinit. V druhé z nich železniční tunel s portálem s pilastry z roku 1921
- Rodiště „nejsilnějšího člověka na světě“, sportovce-siláka Milo Baruse (vl. jm. Emil Bahr, 27. února 1906 Stará Červená Voda – 1. října 1977, Altötting)[18]

## Školství
V obci se nachází mateřská škola a základní škola nižšího stupně (1.-5. ročník).

## Fotogalerie

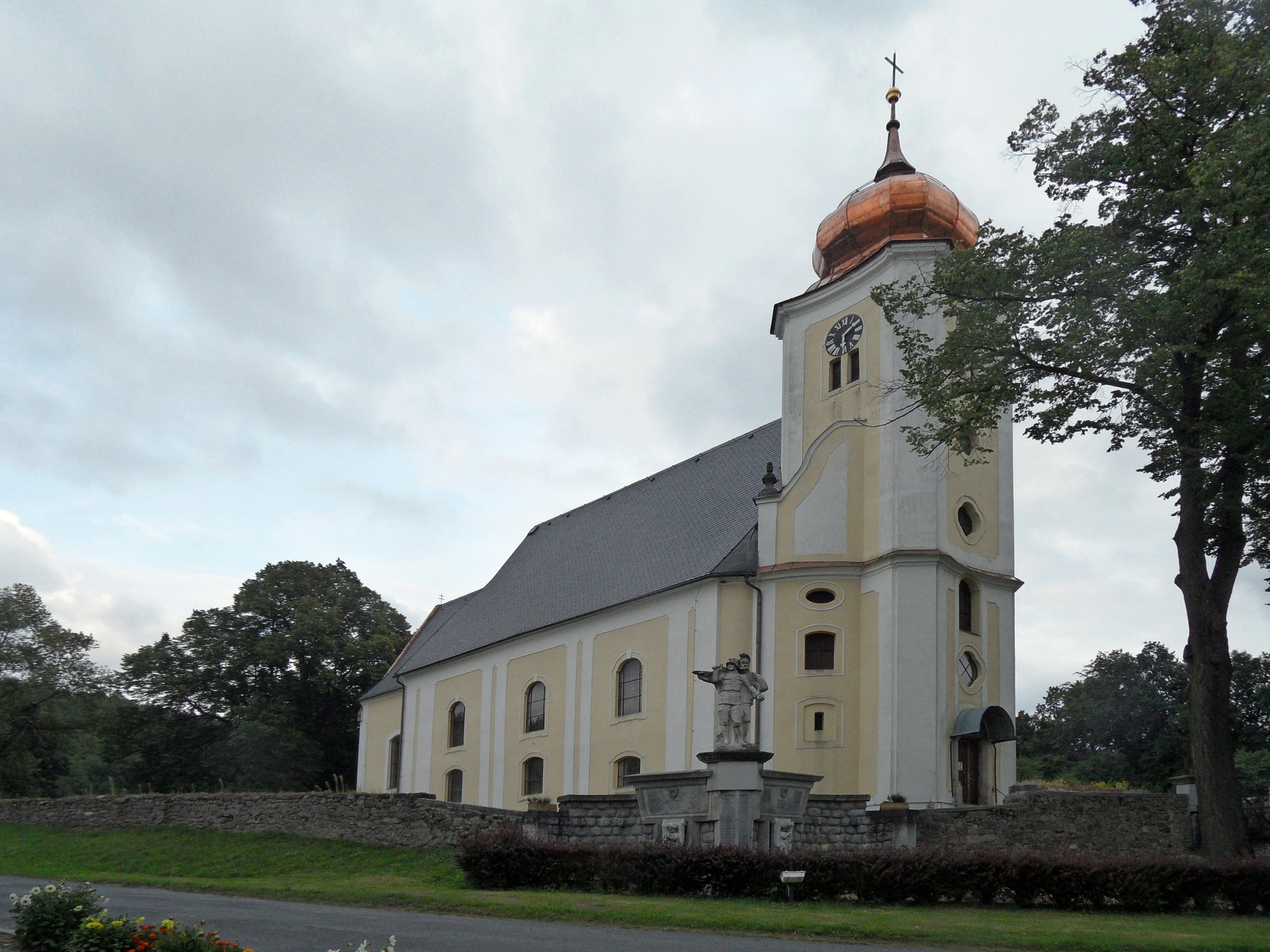
kostel Božího těla
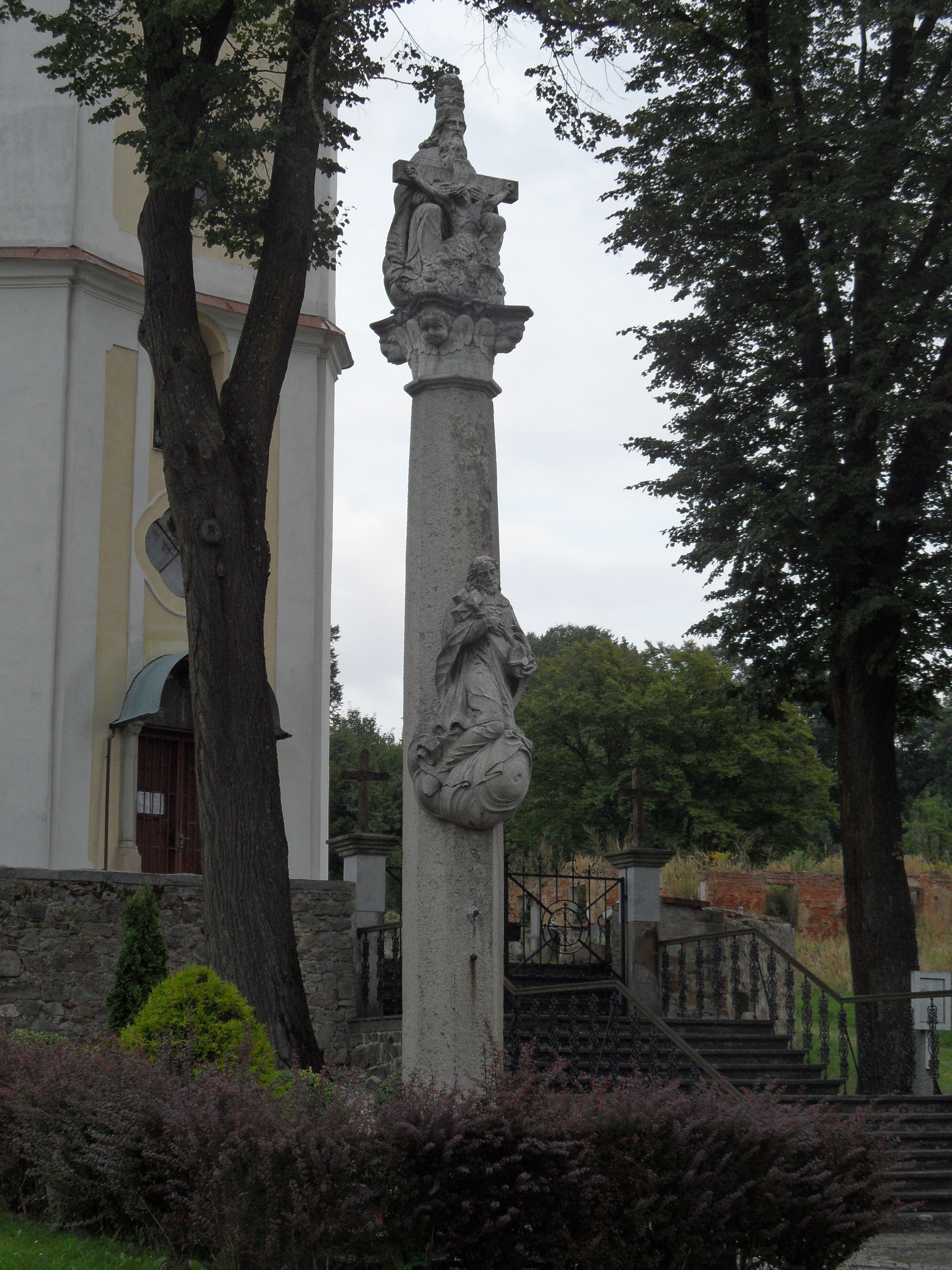
sloup Nejsvětější Trojice
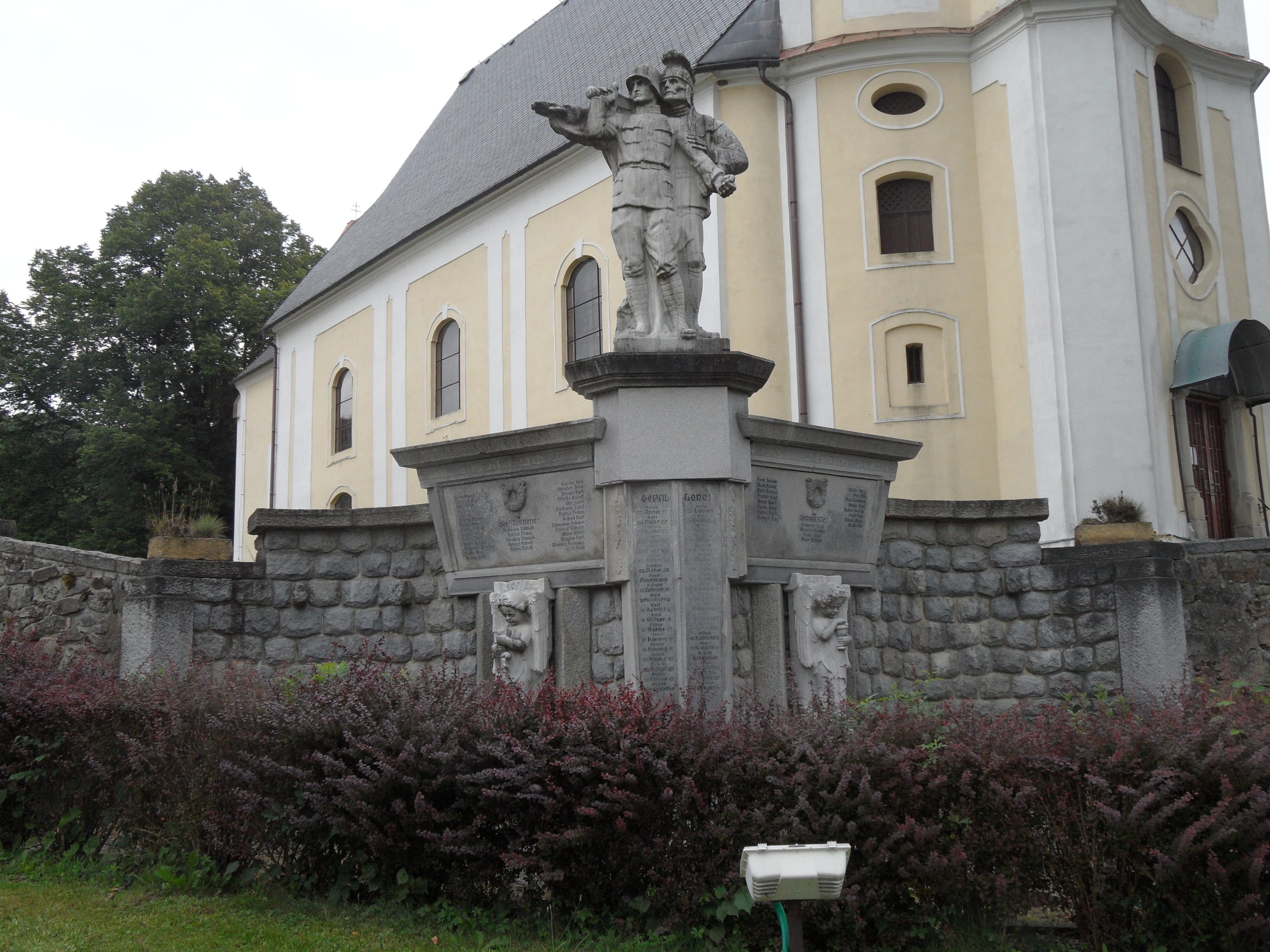
pomník před kostelem
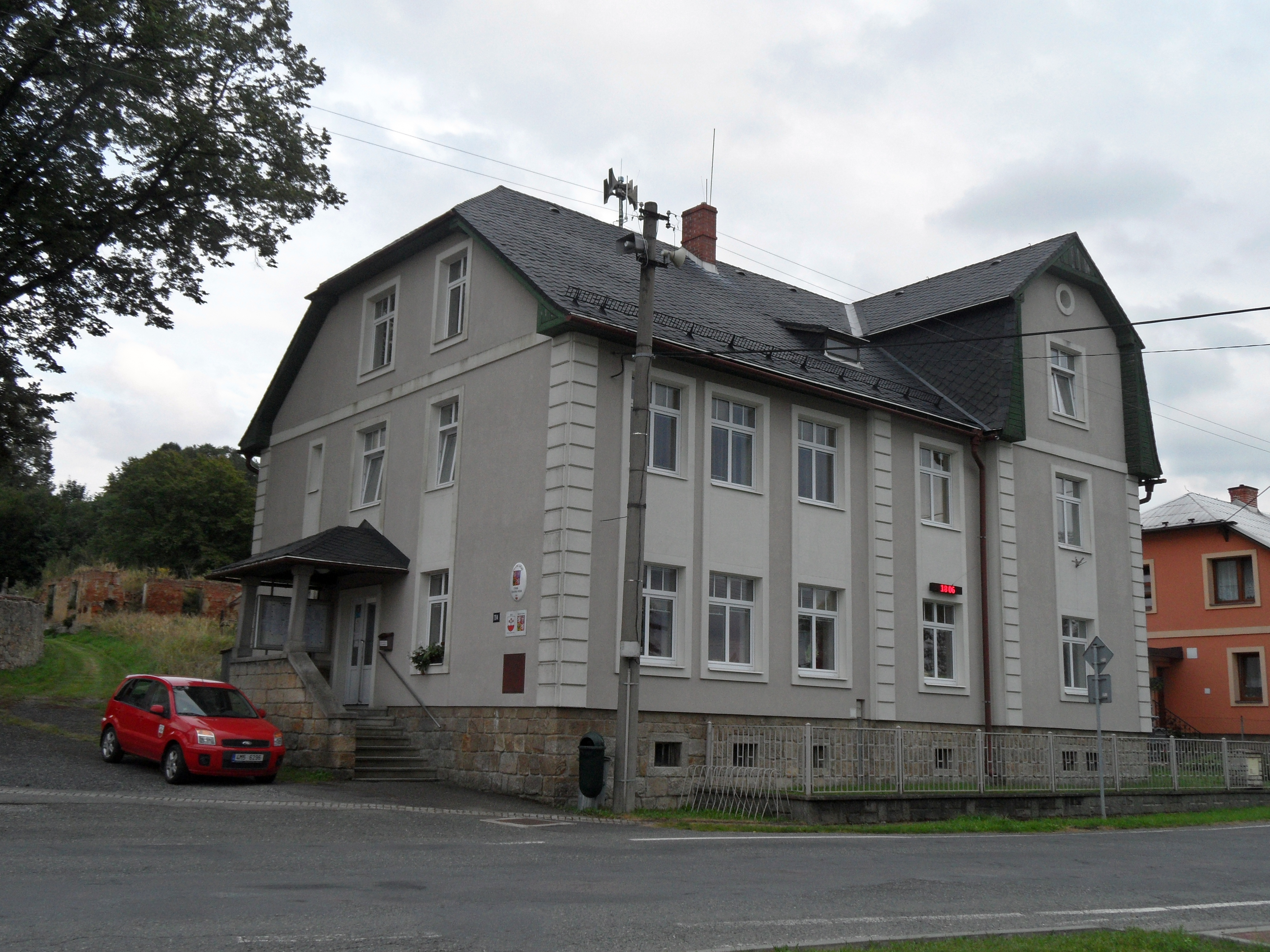
obecní úřad